# Chrysopa
Chrysopa és un gènere d'insectes neuròpters dins la família Chrysopidae.
Els membres d'aquest gènere i del gènere Chrysoperla són comuns a gran part d'Amèrica del Nord, Europa i Àsia. Tenen característiques similars i en la taxonomia moltes espècies han estat desplaçades d'un gènere a l'altra. Les seves larves són depredadores i s'aliment de pugons (àfids) i diverses espècies d'aques gènere han estat utilitzats com fauna auxiliar de l'agricultura.
William Elford Leach va ser el primer a descriure aquest gènere l'any 1815 en l'enciclopèdia (Edinburgh Encyclopaedia) de David Brewster.

## Taxonomia
- Chrysopa abbreviata
- Chrysopa chi Fitch, 1855[3]
- Chrysopa coloradensis Banks, 1895[3]
- Chrysopa dorsalis[4]
- Chrysopa excepta Banks, 1911[3]
- Chrysopa formosa[4]
- Chrysopa incompleta Banks, 1911[3]
- Chrysopa intima[4]
- Chrysopa lezeyi[4]
- Chrysopa nigra[4]
- Chrysopa nigricornis Burmeister, 1839[3]
- Chrysopa oculata Say, 1839[3]
- Chrysopa pallens[4]
- Chrysopa perla[4]
- Chrysopa pleuralis Banks, 1911[3]
- Chrysopa quadripunctata Burmeister, 1839[3]
- Chrysopa slossonae Banks, 1924[3]
- Chrysopa viridana[4]